# 3285 Ruth Wolfe
3285 Ruth Wolfe је астероид главног астероидног појаса. Приближан пречник астероида је 8,62 ,
а средња удаљеност астероида од Сунца износи 2,526 астрономских јединица (АЈ).
Инклинација (нагиб) орбите у односу на раван еклиптике је 20,584 степени, а орбитални период износи 1466,466 дана (4,014 године). Ексцентрицитет орбите астероида износи 0,216.
Апсолутна магнитуда астероида износи 12,30 а геометријски албедо 0,285.
Астероид је откривен 5. новембра 1983. године.